# Klaus Turek
Klaus Turek (* 11. August 1937 in Weidenbach) ist ein österreichischer Politiker der FPÖ. Er war von 1974 bis 1983 Abgeordneter zum Steirischen Landtag und von 1983 bis 1986 stellvertretender Bürgermeister der Landeshauptstadt Graz.

## Biographie
Nach dem Besuch von Volksschule und Gymnasium absolvierte Klaus Turek die Sekundarstufe II im Fach Elektrotechnik an der Grazer Höheren technischen Bundeslehr- und Versuchsanstalt (BULME), wo er den Titel eines Ingenieurs erlangte. Turek wurde Mitglied der Grazer akademischen Burschenschaft Cheruskia. Danach arbeitete er als Elektroingenieur für den Stromversorger STEG (heute Teil der Energie Steiermark).
Sein politisches Engagement begann Turek in Graz, dessen Gemeinderat er seit 1968 angehörte. Nach der Landtagswahl 1974 zog er als einer von nur zwei Abgeordneten der FPÖ in den Steirischen Landtag ein, wo er auch deren Klubobmann war. Dem Landtag gehörte er bis zum 21. März 1983 an, dann wechselte er zurück in die Grazer Stadtpolitik. Bei der Gemeinderatswahl in Graz 1983 hatte die FPÖ, welche mit Alexander Götz seit 1973 den Bürgermeister gestellt hatte, deutliche Verluste hinnehmen müssen. Infolgedessen zog Götz sich aus der Politik zurück. Klaus Turek übernahm seine Funktionen, er wurde nun dritter Stellvertretender Bürgermeister unter Alfred Stingl und FPÖ-Landesparteiobmann – letztes bis 1985, dann folgte ihm Ludwig Rader nach. Sein Vizebürgermeisteramt übergab Turek 1986 an Paul Tremmel. Nach nochmaligem kurzen Wirken als Landesparteiobmann der zerstrittenen Partei von 1988 bis 1989 zog Turek sich aus der Politik zurück.